# Poisson-Approximation

Vergleich der Poisson-Verteilung (schwarze Linien) und der Binomialverteilung mit (rote Kreise), (blaue Kreise), (grüne Kreise). Alle Verteilungen haben einen Erwartungswert von 5. Die horizontale Achse zeigt die Anzahl der eingetretenen Ereignisse. Je größer wird, umso besser ist die Approximation der Binomialverteilung durch die Poisson-Verteilung.

Die Poisson-Approximation ist in der Wahrscheinlichkeitsrechnung eine Möglichkeit, die Binomialverteilung und die verallgemeinerte Binomialverteilung für große Stichproben und kleine Wahrscheinlichkeiten durch die Poisson-Verteilung anzunähern. Durch den Grenzübergang nach unendlich erhält man dann die Konvergenz in Verteilung der beiden Binomialverteilungen gegen die Poisson-Verteilung.

## Formulierung
Ist {\displaystyle (S_{n})} eine Folge binomialverteilter Zufallsvariablen mit Parametern {\displaystyle n\in \mathbb {N} } und {\displaystyle p_{n}}, sodass für die Erwartungswerte {\displaystyle E(S_{n})=n\cdot p_{n}\to \lambda >0} für {\displaystyle n\to \infty } gilt, dann folgt 
{\displaystyle P(S_{n}=k)=B_{n,p_{n}}(\{k\})\to \,{\frac {\lambda ^{k}}{k!}}\mathrm {e} ^{-\lambda }=P_{\lambda }(\{k\})\quad }
für {\displaystyle n\to \infty }.

### Beweis-Skizze
Der Wert einer Poisson-verteilten Zufallsvariable an der Stelle {\displaystyle k} ist der Grenzwert {\displaystyle n\to \infty } einer Binomialverteilung mit {\displaystyle p={\tfrac {\lambda }{n}}} an der Stelle {\displaystyle k}:
{\displaystyle {\begin{aligned}\lim _{n\to \infty }P(S_{n}=k)&=\lim _{n\to \infty }{\binom {n}{k}}p^{k}(1-p)^{n-k}\\&=\lim _{n\to \infty }{\frac {n!}{k!\,(n-k)!}}\left({\frac {\lambda }{n}}\right)^{k}\left(1-{\frac {\lambda }{n}}\right)^{n-k}\\&=\lim _{n\to \infty }\left({\frac {\lambda ^{k}}{k!}}\right)\left({\frac {n(n-1)(n-2)\cdots (n-k+1)}{n^{k}}}\right)\left(1-{\frac {\lambda }{n}}\right)^{n}\left(1-{\frac {\lambda }{n}}\right)^{-k}\\&={\frac {\lambda ^{k}}{k!}}\cdot \lim _{n\to \infty }\underbrace {\left({\frac {n}{n}}\cdot {\frac {n-1}{n}}\cdot {\frac {n-2}{n}}\cdots {\frac {n-k+1}{n}}\right)} _{\to 1}\underbrace {\left(1-{\frac {\lambda }{n}}\right)^{n}} _{\to e^{-\lambda }}\underbrace {\left(1-{\frac {\lambda }{n}}\right)^{-k}} _{\to 1}\\&={\frac {\lambda ^{k}\mathrm {e} ^{-\lambda }}{k!}}.\end{aligned}}}
Bei großen Stichproben und kleinem {\displaystyle p} lässt sich folglich die Binomialverteilung gut durch die Poisson-Verteilung approximieren.
Die Darstellung als Grenzwert der Binomialverteilung erlaubt eine alternative Berechnung von Erwartungswert und Varianz der Poisson-Verteilung. Seien {\displaystyle X_{1},\dotsc ,X_{n}\,n} unabhängige bernoulliverteilte Zufallsvariablen mit {\displaystyle \,p=\lambda /n} und sei
{\displaystyle S_{n}:=X_{1}+\dotsb +X_{n}}. Für {\displaystyle n\to \infty } gilt {\displaystyle S_{n}\sim P_{\lambda }} und
{\displaystyle {\begin{aligned}\operatorname {E} (S_{n})&=\operatorname {E} (X_{1})+\dotsb +\operatorname {E} (X_{n})=\underbrace {{\frac {\lambda }{n}}+\dotsb +{\frac {\lambda }{n}}} _{n\,\mathrm {mal} }=\lambda \to \lambda \\\operatorname {Var} (S_{n})&=\operatorname {Var} (X_{1})+\dotsb +\operatorname {Var} (X_{n})\\&=\underbrace {{\frac {\lambda }{n}}\left(1-{\frac {\lambda }{n}}\right)+\dotsb +{\frac {\lambda }{n}}\left(1-{\frac {\lambda }{n}}\right)} _{n\,\mathrm {mal} }=\lambda \left(1-{\frac {\lambda }{n}}\right)\to \lambda .\end{aligned}}}

### Güte der Approximation
Für die Fehlerabschätzung gilt
{\displaystyle \sum _{k\geq 0}\left|B_{n,p}(\{k\})-P_{n\cdot p}(\{k\})\right|\leq 2np^{2}}.
Die Approximation einer Summe von Bernoulli-verteilten Zufallsvariablen (bzw. einer binomialverteilten Zufallsvariable) ist also insbesondere für kleine {\displaystyle p} gut. Als Faustregel gilt, dass die Approximation gut ist, wenn {\displaystyle n\geq 50} und {\displaystyle p\leq 0{,}05} gilt. Ist {\displaystyle p\approx 0{,}5}, so ist die Normal-Approximation besser geeignet.

#### Le Cams Verallgemeinerung
Allgemeiner lässt sich Folgendes zeigen: Seien {\displaystyle X_{1},\dotsc ,X_{n}} stochastisch unabhängige Zufallsvariablen mit {\displaystyle P(X_{i}=1)=p_{i}=1-P(X_{i}=0)} (jede Zufallsvariable ist also Bernoulli-verteilt), dann ist 
{\displaystyle S:=\sum _{i=1}^{n}X_{i}}
verallgemeinert binomialverteilt. Definiere 
{\displaystyle \lambda :=\sum _{i=1}^{n}p_{i}},
dann gilt 
{\displaystyle \sum _{k=0}^{\infty }\left|P(S=k)-\exp(-\lambda ){\frac {\lambda ^{k}}{k!}}\right|\leq 2\sum _{i=1}^{n}p_{i}^{2}}.
Im Englischen ist dieses Resultat als „Ungleichung von Le Cam“ (Le Cam’s Inequality) bekannt.
Gilt {\displaystyle p_{i}=p_{j}} für alle {\displaystyle 1\leq i,j\leq n}, so ist {\displaystyle S} binomialverteilt und das obige Ergebnis folgt sofort.

## Beispiel
Ein Individuum einer Spezies zeugt {\displaystyle n=1000} Nachkommen, die alle stochastisch unabhängig voneinander mit einer Wahrscheinlichkeit von {\displaystyle p_{i}=0{,}001} das geschlechtsreife Alter erreichen. Interessiert ist man nun an der Wahrscheinlichkeit, dass zwei oder mehr Nachkommen das geschlechtsreife Alter erreichen. 

### Exakte Lösung
Sei {\displaystyle X_{i}=1} die Zufallsvariable „Der {\displaystyle i}-te Nachkomme erreicht das geschlechtsreife Alter“. Es gilt {\displaystyle P(X_{i}=1)=p_{i}} und {\displaystyle P(X_{i}=0)=1-p_{i}} für alle {\displaystyle i}. Dann ist die Anzahl der überlebenden Nachkommen {\displaystyle S:=\sum _{i=1}^{n}X_{i}} aufgrund der stochastischen Unabhängigkeit {\displaystyle B_{n,p}}-verteilt.
Zur Modellierung definiert man den Wahrscheinlichkeitsraum {\displaystyle (\Omega ,\Sigma ,P)} mit der Ergebnismenge {\displaystyle \Omega :=\{0,\dotsc ,n\}}, der Anzahl der überlebenden geschlechtsreifen Nachkommen. Die σ-Algebra ist dann kanonisch die Potenzmenge der Ergebnismenge: {\displaystyle \Sigma :={\mathcal {P}}(\Omega )} und als Wahrscheinlichkeitsverteilung die Binomialverteilung: {\displaystyle P(\{k\}):=B_{n,p}(\{k\})}.
Gesucht ist {\displaystyle P(S\geq 2)=1-P(S=1)-P(S=0)=1-B_{1000;\,0{,}001}(\{0\})-B_{1000;\,0{,}001}(\{1\})\approx 0{,}2642}. Es erreichen also mit einer Wahrscheinlichkeit von ca. 26 % mindestens zwei Individuen das geschlechtsreife Alter.

### Approximierte Lösung
Da {\displaystyle n} ausreichend groß und {\displaystyle p} ausreichend klein ist, lässt sich die Binomialverteilung genügend genau mittels der Poisson-Verteilung annähern. Diesmal ist der Wahrscheinlichkeitsraum {\displaystyle (\Omega ,\Sigma ,P)} definiert mittels des Ergebnisraums {\displaystyle \Omega :=\mathbb {N} }, der {\displaystyle \sigma }-Algebra {\displaystyle \Sigma :={\mathcal {P}}(\mathbb {N} )} und der Poisson-Verteilung als Wahrscheinlichkeitsverteilung {\displaystyle P(\{k\}):=P_{\lambda }(\{k\})={\frac {\lambda ^{k}}{k!}}\,\mathrm {e} ^{-\lambda }} mit dem Parameter {\displaystyle \lambda =n\cdot p=1}. Man beachte hier, dass die beiden modellierten Wahrscheinlichkeitsräume unterschiedlich sind, da die Poisson-Verteilung auf einem endlichen Ergebnisraum keine Wahrscheinlichkeitsverteilung definiert.
Die Wahrscheinlichkeit, dass mindestens zwei Individuen das geschlechtsreife Alter erreichen, ist also
{\displaystyle P(S\geq 2)\approx 1-P_{\lambda }(\{1\})-P_{\lambda }(\{0\})=1-{\frac {\lambda ^{1}}{1!}}e^{-1}-{\frac {\lambda ^{0}}{0!}}e^{-1}\approx 0{,}2642}.
Bis auf vier Nachkommastellen stimmt also die exakte Lösung mit der Poisson-Approximation überein.